# Willow (film)
Willow er en amerikansk high fantasy-film fra 1988, instrueret af Ron Howard, produceret og med historie af George Lucas.
Blandt de medvirkende ses Warwick Davis i titelrollen, derudover Val Kilmer, Joanne Whalley, Jean Marsh, og Billy Barty.
Filmen blev nomineret til en Oscar for bedste lydredigering og visuelle effekter.

## Medvirkende
- Warwick Davis som Willow Ufgood
- Val Kilmer som Madmartigan
- Kate og Ruth Greenfield/Rebecca Bearman som Elora Danan
- Joanne Whalley som Sorsha
- Jean Marsh som Dronning Bavmorda
- Patricia Hayes som Fin Raziel
- Billy Barty som The High Aldwin
- Pat Roach som General Kael
- Gavan O'Herlihy som Airk Thaughbaer
- Maria Holvöe som Cherlindrea
- Kevin Pollak og Rick Overton som Rool og Franjean
- David J. Steinberg som Meegosh
- Mark Northover som Burglekutt
- Phil Fondacaro som Vohnkar
- Julie Peters som Kaiya Ufgood, Willows hustru
- Malcolm Dixon som kriger
- Tony Cox som kriger
- Kenny Baker som bandmedlem, ukrediteret